# 花電車

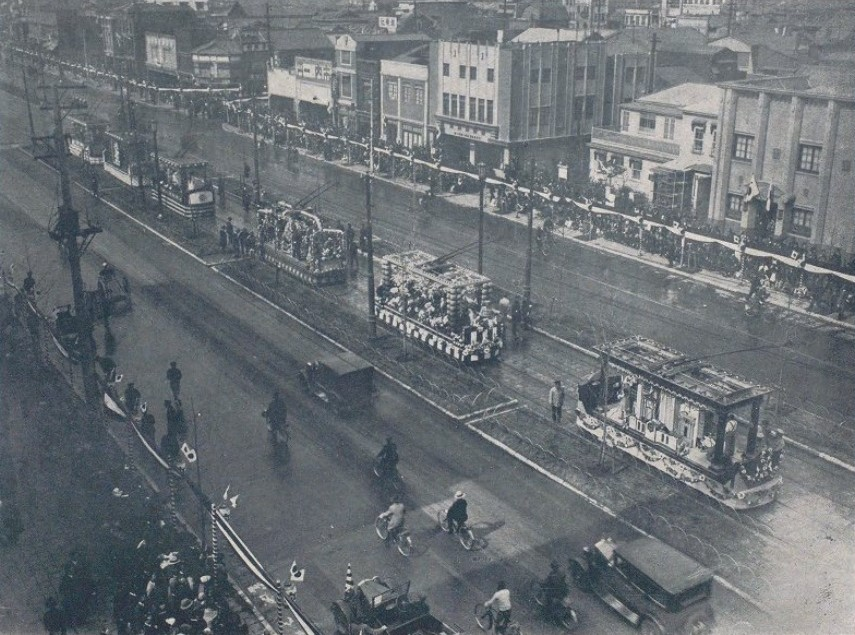
関東大震災復興祝賀パレードの花電車。昭和初期

花電車（はなでんしゃ）とは、装飾（デコレーション）を施して運行される電車のことである。
路面電車が多いが、それ以外の電車がイベントなどで装飾された場合にも使われる。

## 概要

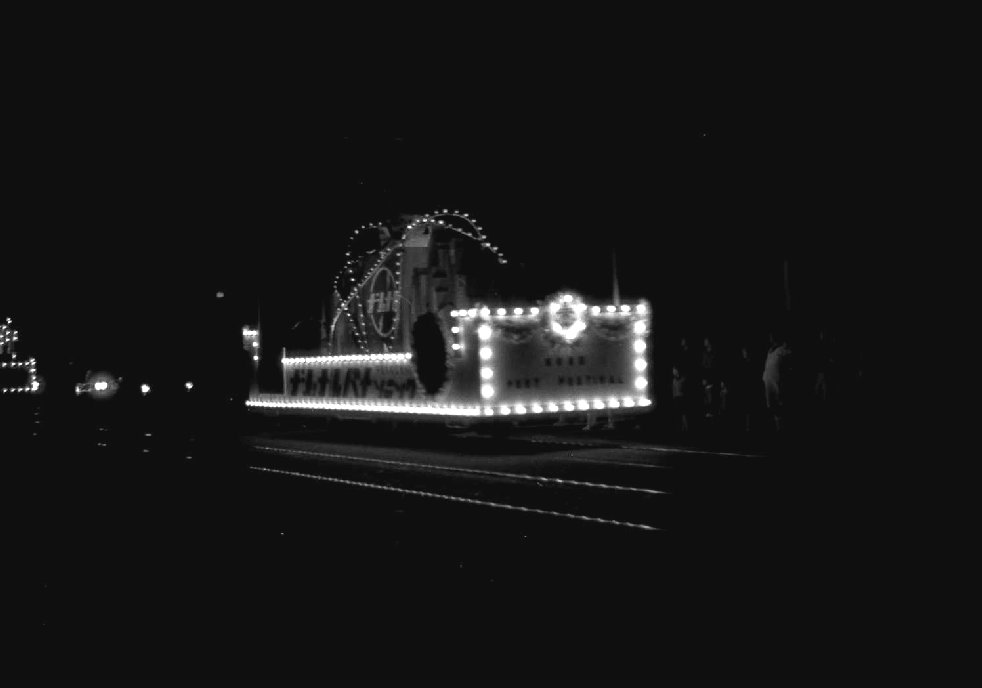
神戸市電 港祭り花電車 1963年頃

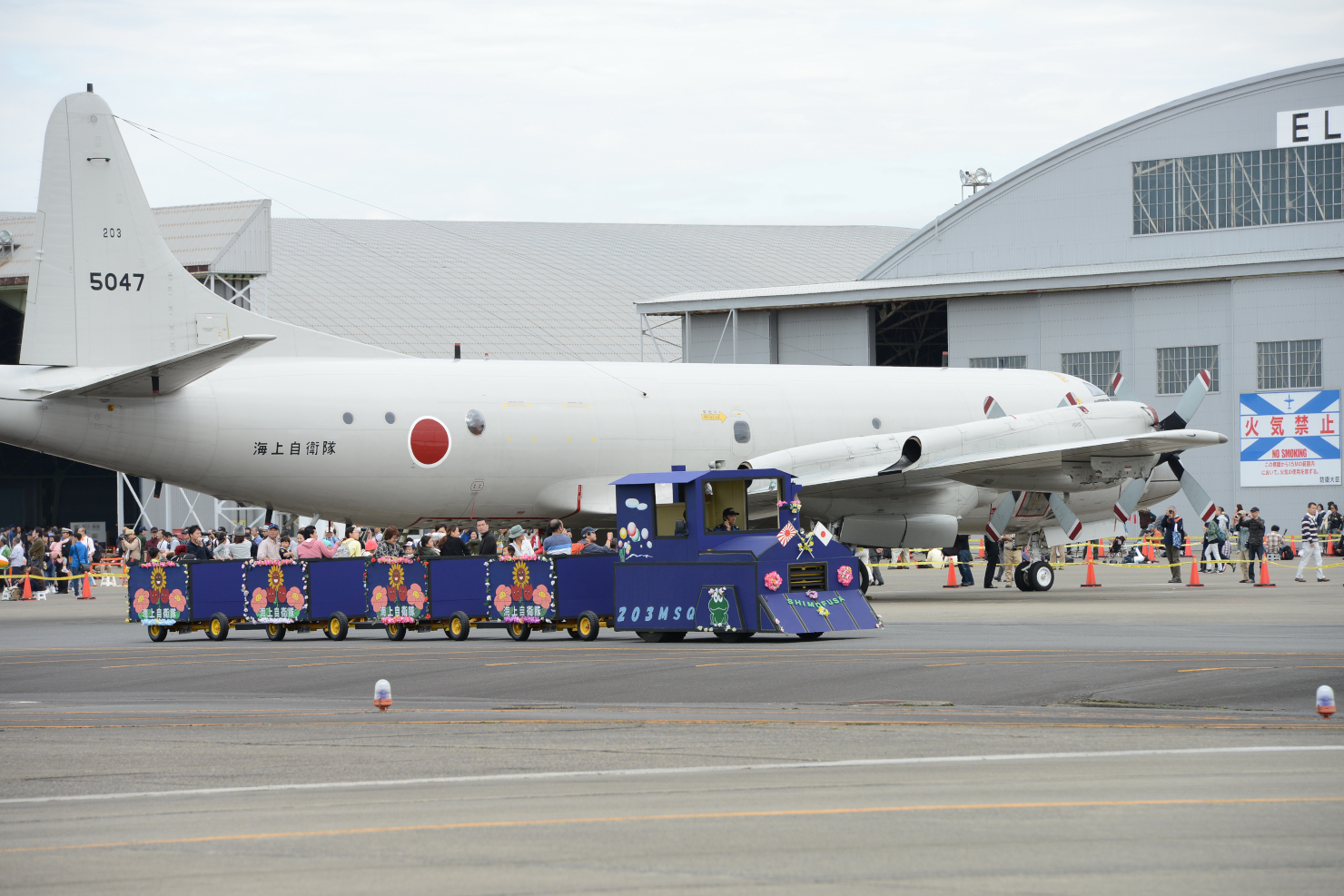
SL観覧車（下総航空基地）

造花（場合によっては生花）や電飾をふんだんに使った装飾がされているため、この名がある。おおよそのイメージとしては、祭りの山車を電車にしたものと考えれば良い。専用の電車を持つ事業者もあったが、工事用の無蓋電車などを祭りに際して飾りつけて使用する場合もあった。
昭和時代の路面電車が政令指定都市を中心に各地にあった頃（1960年代～1970年代に廃止された路線が多い）には、街の顔として多くの事業者が花電車（装飾を施すベースとなる専用車両）を保有しており、祭礼や大きな記念行事などに際して運行していた。現在、一部の事業者において、その都市での一大イベント、祭事などの際に運行することがある。
一般の乗客は乗れない専用車両や業務用車両を使い、営業外運転とするのが本式。イベントなどに際して営業用車両の内外に電飾や装飾を施した装飾電車（乗客が乗車できる場合もある）というものもある。普通の人には区別する実益がないため、混同されることがある。
路面電車が廃止された都市では、バスを改造した「花バス」や、「花自動車」が運行されることもある。前者の事例としては名古屋市交通局が2005年まで運行していた。後者の事例としては、西日本鉄道が西鉄福岡市内線（廃線）において博多どんたくの際に運行していた花電車の代替としてトラックを改造した車両で運行している。
東京都交通局は2011年10月1日、都営交通100周年記念事業として都電荒川線で1978年以来33年ぶりに花電車を運行開始した。当初は同年6月から8月にかけて運行する計画だったが、東北地方太平洋沖地震（東日本大震災）による影響を配慮し、延期となっていた。

## 主な車両

### 現在運行されている花電車

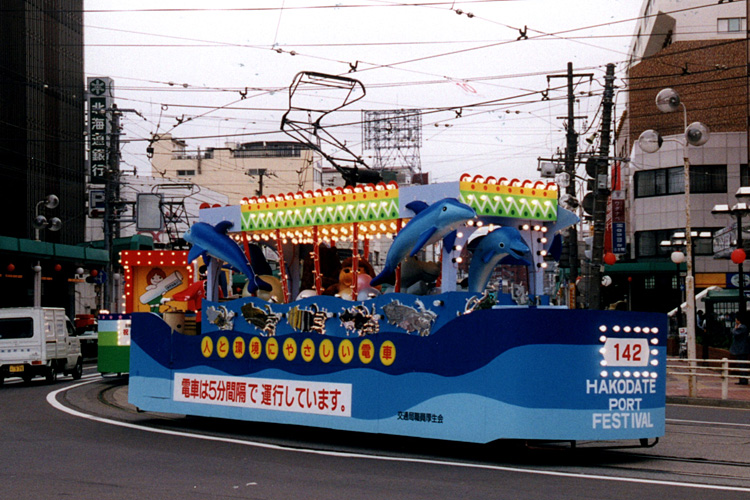
函館市企業局交通部（函館市電）装形 装1 - 装3の3両が在籍し、例年8月上旬に開催される「函館港まつり」で運行される。写真は2001年8月撮影。
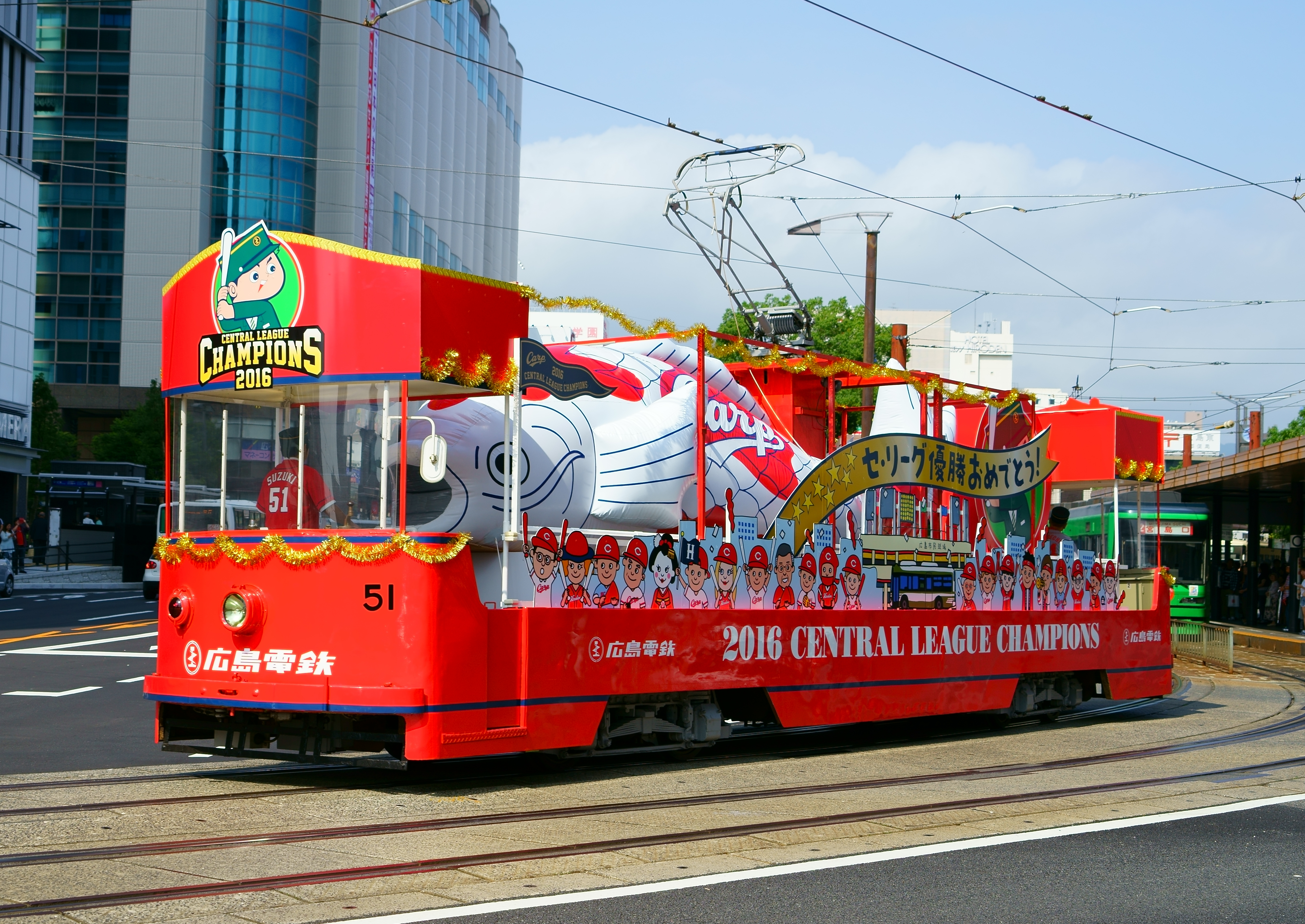
広島電鉄 貨50形51 かつては毎年5月3日から5日に開催される「ひろしまフラワーフェスティバル」で運行されていた。現在は定期的な祭事では運行されないが、イベント時に運行されることがある。写真は2016年10月に広島東洋カープの優勝記念で運行されたときのもの。
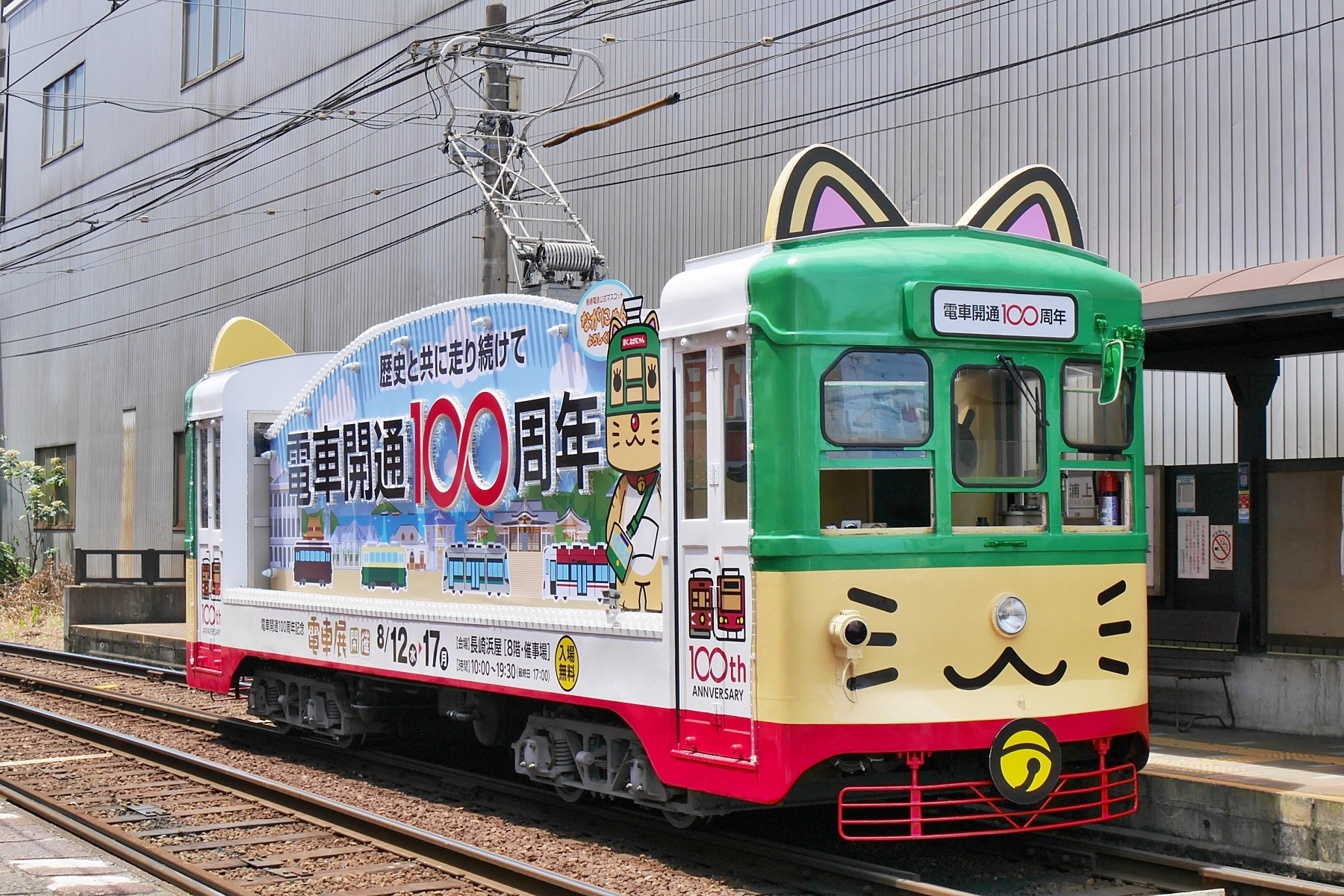
長崎電気軌道 87形（2代目） 定期的な祭事では運行されないが、イベント時に運行されることがある。写真は2015年8月に100周年記念で運行されたときのもの。

### 過去の花電車

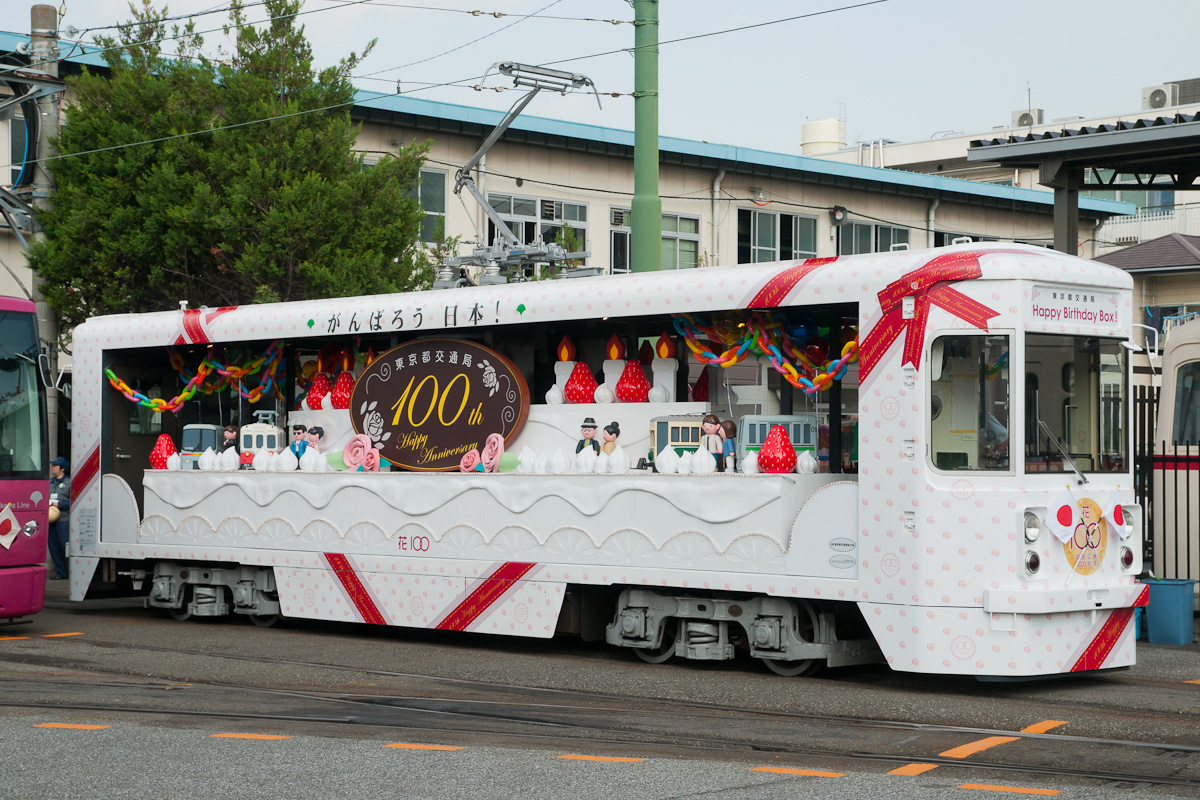
東京都交通局荒川線 花100形 2011年に都営交通100周年記念として花電車を運行するため7500形を改造したもの。都営交通100周年記念運行以後は使用されずに2018年に廃車。
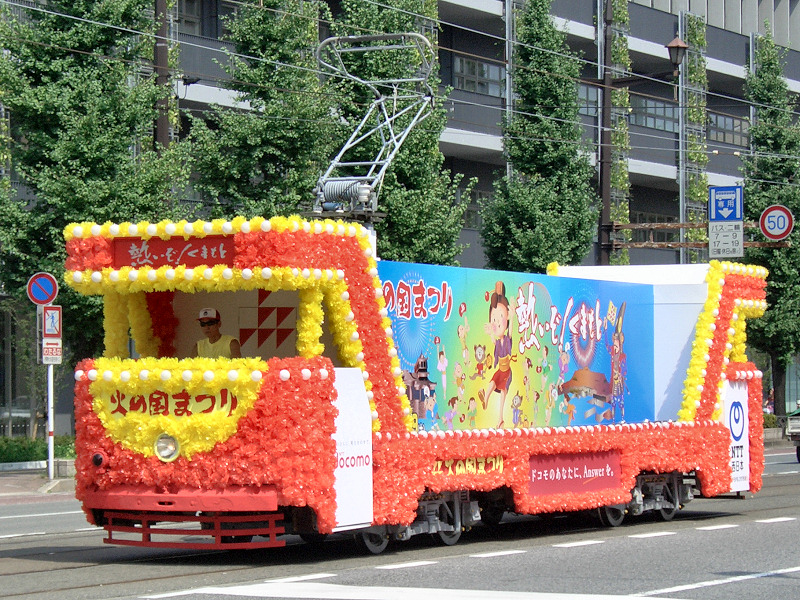
熊本市交通局 50形 毎年8月の「火の国まつり」に使用されていた。2012年に花電車の運行が中止されその後2015年に廃車となった。
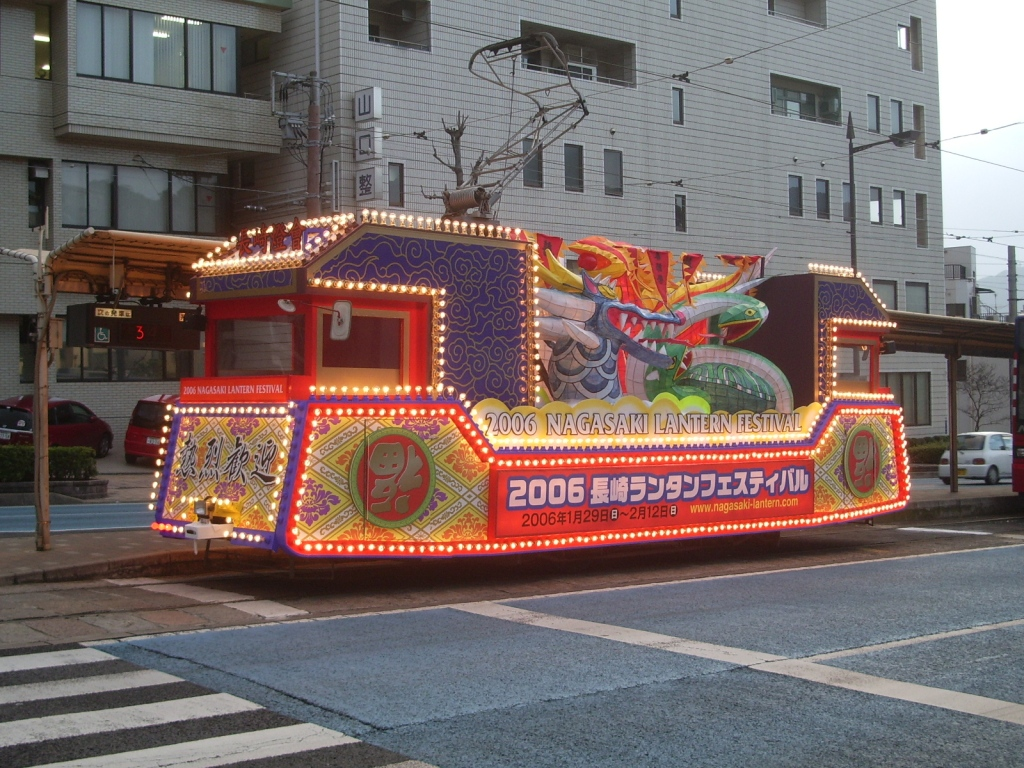
長崎電気軌道 87形（初代） 「長崎くんち」「長崎ランタンフェスティバル」「長崎花まつり」など長崎市内の祭事で運行されたが、のちに運行が中止され、2010年に廃車となった。
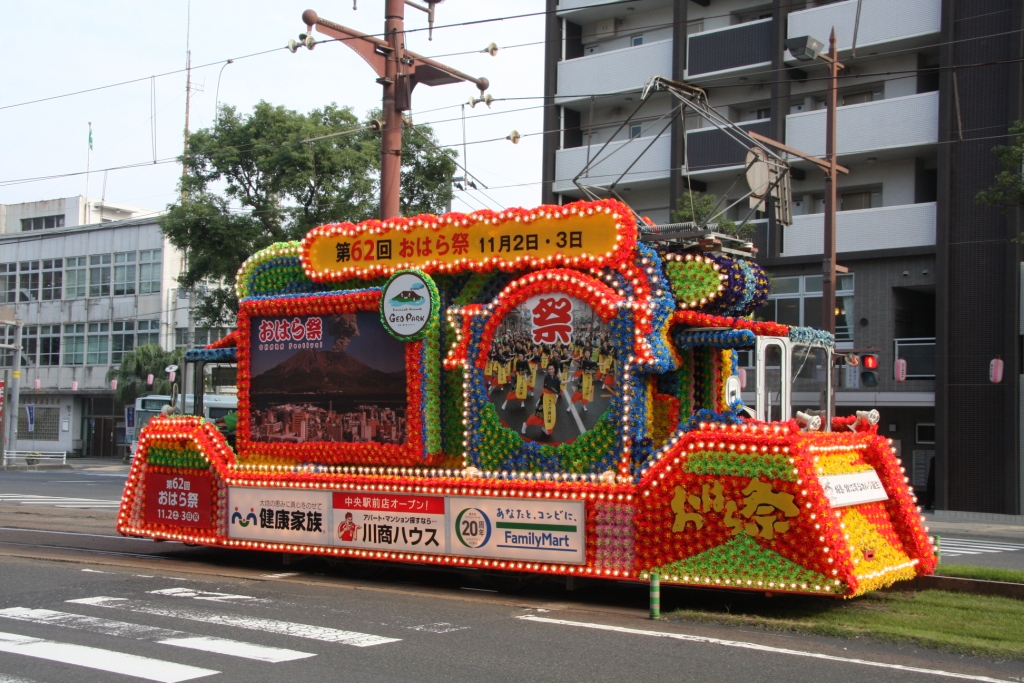
鹿児島市交通局 20形花1号・2号 毎年11月2・3日の「おはら祭」の期間に運行された。老朽化により花1号が2013年に、花2号が2021年に廃車となったが、代替として2021年に花3号が改造編入されている。